# 李繼淵
李繼淵（1906年2月27日—1998年），名學宜。廣東省梅縣城北五里亭隴西堂李屋人。民國37年（1948年）在僑居國外國民第三選區〔中南美洲各國〕當選第一屆立法委員

## 生平[1]
- 廣東省立梅州中學
- 廣東省公路局工程講習所學習
- 梅縣工務局主持工程測量工作
- 上海浦東中學
- 國立暨南大學商學士
- 中訓團黨政高級三期、中央政校黨政軍人事班一期、陽明山革命實踐研究院十七期、聯戰班五期結業
- 新聞記者
- 南京國民革命軍軍官團《革命軍人》日刊編輯
- 秘魯《民醒日報》總編輯
- 秘魯三民學校首任校長
- 中央派駐南北美洲黨務視察
- 中央派駐廣東工作隊秘書
- 中央海外部人事處長
- 拉丁美洲各黨部第一次懇親大會中央特派出席員並代表總裁慰問中南美僑胞（民國五十三年）
- 中國國民黨中央評議委員